# Musée départemental du textile de Labastide-Rouairoux
Le musée départemental du textile de Labastide-Rouairoux est un musée consacré à l'histoire et aux techniques de l'industrie textile de la vallée du Thoré, dans le sud-est du département français du Tarn en région d'Occitanie. Il se situe dans le parc naturel régional du Haut-Languedoc sur la commune de Labastide-Rouairoux, à forte tradition industrielle.

## Histoire
Le musée a été créé en 1983 pour montrer l'histoire, la technique et l'industrie textile de la région.
Il est installé dans une ancienne manufacture textile de 1880, l'usine Gense-Armengaud. Il est géré par le Conseil général du départemental du Tarn depuis 1999.

## Les collections
Présentations de l'histoire du savoir-faire industriel et des techniques de l'industrie textile. Des démonstrations de machines modèle réduit utilisées dans des laboratoires des ancienne usines textiles de la région.
De nombreuses expositions temporaires y sont présentées,.